# National Democratic Convention
Die National Democratic Convention (Nadeco; deutsch etwa: „Nationale Demokratische Versammlung“) war eine südafrikanische Partei. 

## Gründung
Sie wurde im August 2005 von Ziba Jiyane gegründet. Jiyane war zuvor von seiner früheren Partei Inkatha Freedom Party (IFP) als nationaler Vorsitzender abgesetzt worden, nachdem er am Ende des Vormonats im Rahmen einer IFP-Jugendveranstaltung in Umlazi bei Durban seiner Partei einen diktatorischen Charakter vorgeworfen hatte. Die neue Partei gab sich eine christdemokratische Ausrichtung und bekannte sich zur Marktwirtschaft. Noch im gleichen Monat gab es ein Treffen zwischen Jiyane und dem vormaligen Präsidenten Frederik Willem de Klerk, der seine alte Partei, die Neue Nationale Partei (NNP), verlassen hatte, als er deren Aufgehen in den African National Congress (ANC) nicht mitvollziehen wollte. De Klerk bekundete, den Weg der Partei weiter verfolgen zu wollen, da das Ende der NNP eine Lücke in der südafrikanischen Parteienlandschaft hinterlassen habe.

## Entwicklung
Durch Übertritte aus der IFP-Fraktion im südafrikanischen Parlament – das damals mögliche Floor crossing – konnte die Partei dort vier Sitze erlangen. Schon im darauffolgenden Jahr kam es jedoch auch in der neuen Partei zu Spannungen. Drei der IFP-Parlamentarier, die Jiyane zur Nadeco gefolgt waren, kehrten im April 2006 zu ihrer alten Partei zurück, da sie die Nadeco als allein auf Jiyane ausgerichtete Partei bar einer von der IFP unabhängigen Identität sahen. Im August jenes Jahres wurde Jiyane auch in seiner neuen Partei durch den Parteivorstand abgesetzt, nachdem er seinerseits drei Abgeordnete (zwei nationale und einer in der Provincial legislature KwaZulu-Natals) von ihrer Funktion entbunden hatte. Die Absetzungen der drei Parlamentsmitglieder wurden vom Parteivorstand aufgehoben. Hawu Mbatha, der von Jiyane abgesetzte Abgeordnete in KwaZulu-Natal, übernahm die Parteiführung. Mbatha war vor seinem Eintritt in die Nadeco in seiner Provinz Vorsitzender der African Christian Democratic Party gewesen und hatte sich bereits vor diesem Führungsstreit nicht mit Jiyane darüber einigen können, wer den im Mai 2006 bei einem Motorradunfall tödlich verunglückten Generalschatzmeister John Aulsebrook ersetzen solle. Aulsebrook war ein weiteres  prominentes ehemaliges IFP-Mitglied gewesen und hatte dort die Funktion des Parteisprechers innegehabt. In den vergangenen fünf Monaten waren bereits zwei andere wichtige Mitglieder auf gewaltsame Art ums Leben gekommen.
Die Spannungen innerhalb der Partei gingen indes auch 2007 weiter. Jiyane hatte unterdessen abermals die Gründung einer neuen Partei mit dem Namen „South African Democratic Congress“ (SADECO) angekündigt, und nachdem der Parteivorstand zu dem Schluss gekommen war, dass der Wechsel von 18 Gemeinderäten noch vor dem 15-tägigen Zeitfenster, innerhalb dessen ein solcher Wechsel offiziell möglich ist, zu Jiyanes Partei bevorstünde, veranlasste er deren Suspendierung. Diese wurde im September in einem Prozess bestätigt, allerdings durfte die Nadeco die Räte bis zum Ende des besagten Zeitfensters auch nicht ersetzen. Unmittelbar nach dem Urteil kündigten die suspendierten Gemeinderäte die Gründung einer anderen neuen Partei mit dem Namen „Federal Congress“ (Fedcon) an, anstatt zum SADECO zu wechseln. Durch diese Neugründung kam es zu einer Rechtsunsicherheit, da es keine Regelung in der Gemeindeordnung gibt, die den Fall des Übertritts eines suspendierten Gemeinderates behandelt. Durch weitere Parteiübertritte zu anderen Parteien wie der IFP verlor die Nadeco bis dahin 22 ihrer 24 Sitze in Kommunalparlamenten der Provinz KwaZulu-Natal. Die durch die 18 ausgeschlossenen ehemaligen Nadeco-Mitglieder mitgenommenen Sitze waren anschließend Gegenstand eines neuen Prozesses, der Oberste Gerichtshof in Pietermaritzburg urteilte schließlich zugunsten von Nadeco, sodass die 18 Sitze den Abtrünnigen nicht zustanden, sondern durch Ersatzwahlen und die Kandidatenliste der Nadeco neu zu besetzen waren.

## Wahlergebnisse
Bei den 2006 in KwaZulu-Natal abgehaltenen Kommunalwahlen erreichte die Nadeco 1,58 % und wurde damit fünftstärkste Partei. Sie konnte insgesamt 24 Sitze in Kommunalparlamenten erlangen und wurde in einigen Distrikten und local municipalities durchaus zu einem Machtfaktor, da die IFP sich dort dazu entschied, sie in eine den ANC ausschließende Koalition einzubinden.
Bei den Wahlen 2009 verlor die Nadeco alle Sitze auf nationaler und Provinzebene.